# Allotrochosina schauinslandi
Allotrochosina schauinslandi là một loài nhện trong họ Lycosidae.
Loài này thuộc chi Allotrochosina. Allotrochosina schauinslandi được Eugène Simon miêu tả năm 1899.